# Họ Cá phèn
Họ Cá phèn (danh pháp khoa học: Mullidae) là các loài cá biển dạng cá vược sinh sống ở vùng nhiệt đới. Nguyên được xếp trong bộ Perciformes nhưng gần đây được chuyển sang bộ Syngnathiformes.
Hiếm khi bắt gặp ở vùng nước lợ, các loài cá phèn nói chung gắn liền với các bãi đá ngầm trong Đại Tây Dương, Ấn Độ Dương và Thái Bình Dương. Đôi khi người ta còn gọi chúng là cá đối đỏ; nhưng chúng không phải là cá thuộc họ Mugilidae (cá đối xám), mặc dù tên gọi cá đối đỏ hay được dùng cho các loài cá phèn của chi Mullus sinh sống trong khu vực Địa Trung Hải. Trong họ này có khoảng 6 chi và 55-70 loài.
Nhiều loài cá phèn có màu sắc dễ thấy; tuy nhiên chúng không phổ biến trong các bể nuôi cá cảnh. Thay vì thế, chúng là các loại cá thực phẩm có giá trị tại nhiều quốc gia. Loài cá phèn to lớn nhất, cá phèn hồng (Parupeneus barberinus) có thể dài tới 55 cm; nhưng phần lớn các loài khác có kích thước dài không quá một nửa kích thước này. Cơ thể chúng thuôn dài với các vây đuôi xẻ thùy và các vây lưng tách rời nhau.
Có lẽ cá phèn không được những người nuôi cá cảnh ưa chuộng là do thói quen kiếm ăn của chúng: Cá phèn là cá sống ở tầng đáy, chúng sử dụng một cặp râu dài thò ra từ cằm của chúng để lục lọi trong các trầm tích tầng đáy để kiếm thức ăn. Tương tự như những con dê, chúng tìm kiếm bất cứ thứ gì ăn được; từ giun, động vật giáp xác, động vật thân mềm tới những động vật không xương sống nhỏ khác đều có thể là thức ăn cho chúng.
Vào thời gian ban ngày, nhiều loài cá phèn sẽ tạo thành các bầy lớn không hoạt động (không kiếm ăn): các bầy đàn này có thể chứa cả cá cùng loài lẫn cá khác loài. Ví dụ, cá phèn vây vàng (Mulloidichthys vanicolensis) ở Hồng Hải và Hawaii thường được quan sát thấy bơi chung với cá hồng bốn sọc (Lutjanus kasmira). Trong những nhóm đồng hành như vậy, cá phèn vây vàng thay đổi màu sắc của chúng để phù hợp với màu của cá hồng.
Vào thời gian ban đêm, các bầy cá phân tán và mỗi con cá phèn sẽ bơi theo hướng riêng của nó để bới cát. Các loài sinh vật biển ăn đêm khác sẽ theo dõi những con cá phèn đang kiếm ăn, chờ đợi một cách kiên nhẫn các miếng mồi bị bỏ sót. Cá phèn sống ở vùng nước nông và chúng không lặn sâu quá 110 m. Một số loài, như cá phèn tàn nhang (Upeneus tragula) ở vùng biển ngoài khơi Đông Phi, có thể bơi vào cửa sông hay thậm chí vào trong sông, nhưng chúng không bơi quá xa vào đó.
Tất cả các loài cá phèn đều có khả năng thay đổi màu sắc, phụ thuộc vào hoạt động hiện thời của chúng. Một ví dụ đáng chú ý, cá phèn yên vàng (Parupeneus cyclostomus) sẽ thay đổi màu từ màu vàng chanh sang màu kem nhạt trong khi kiếm ăn. Các loài hoạt động suốt ngày đêm thường có xu hướng sống đơn độc, nhưng khi còn non thì sống thành bầy.
Cá phèn là những loài cá đẻ trứng ngoài biển cả; nghĩa là chúng sẽ đẻ nhiều trứng nhỏ trôi nổi trên mặt nước và các trứng này sẽ trôi theo dòng nước cho đến khi nở.

## Phân loại
Theo truyền thống, họ này được xếp trong bộ Cá vược (Perciformes), nhưng các nghiên cứu phát sinh chủng loài gần đây của Betancur và ctv xếp họ này trong bộ Cá chìa vôi (Syngnathiformes).

## Các loài
FishBase liệt kê 99 loài trong 6 chi:
- Chi Mulloidichthys
  - Mulloidichthys ayliffe Uiblein, 2011
  - Mulloidichthys dentatus (Gill, 1862): Cá phèn Mexico
  - Mulloidichthys flavolineatus (Lacépède, 1801): Cá phèn sọc vàng kim
  - Mulloidichthys martinicus (Cuvier, 1829): Cá phèn vàng
  - Mulloidichthys mimicus Randall & Guézé, 1980: Cá phèn Mimic
  - Mulloidichthys pfluegeri (Steindachner, 1900): Cá phèn cam
  - Mulloidichthys vanicolensis (Valenciennes, 1831): Cá phèn vây vàng
- Chi Mullus
  - Mullus argentinae Hubbs & Marini, 1933: Cá phèn Argentina
  - Mullus auratus Jordan & Gilbert, 1882: Cá phèn đỏ
  - Mullus barbatus Linnaeus, 1758: Cá đối đỏ
  - Mullus ponticus Essipov, 1927: Cá đối mõm tù.
  - Mullus surmuletus Linnaeus, 1758: Cá đối đỏ sọc
- Chi Parupeneus
  - Parupeneus angulatus Randall & Heemstra, 2009
  - Parupeneus barberinoides (Bleeker, 1852): Cá phèn hai màu
  - Parupeneus barberinus (Lacépède, 1801): Cá phèn hồng
  - Parupeneus biaculeatus (Richardson, 1846): Cá phèn đầu nhọn
  - Parupeneus chrysonemus (Jordan & Evermann, 1903): Cá phèn chỉ vàng
  - Parupeneus chrysopleuron (Temminck & Schlegel, 1843): Cá phèn sọc vàng
  - Parupeneus ciliatus (Lacépède, 1802): Cá phèn yên trắng
  - Parupeneus crassilabris (Valenciennes, 1831).
  - Parupeneus cyclostomus (Lacépède, 1801): Cá phèn yên vàng
  - Parupeneus diagonalis Randall, 2004
  - Parupeneus forsskali (Fourmanoir & Guézé, 1976): Cá phèn Hồng Hải
  - Parupeneus fraserorum Randall & King, 2009
  - Parupeneus heptacanthus (Lacépède, 1802): Cá phèn đỏ son
  - Parupeneus inayatae Uiblein & Fahmi, 2018: Cá phèn Inayat.
  - Parupeneus indicus (Shaw, 1803): Cá phèn Ấn Độ
  - Parupeneus insularis Randall & Myers, 2002.
  - Parupeneus jansenii (Bleeker, 1856).
  - Parupeneus louise Randall, 2004.
  - Parupeneus macronemus (Lacépède, 1801): Cá phèn râu dài
  - Parupeneus margaritatus Randall & Guézé, 1984: Cá phèn trân châu
  - Parupeneus minys Randall & Heemstra, 2009
  - Parupeneus moffitti Randall & Myers, 1993.
  - Parupeneus multifasciatus (Quoy & Gaimard, 1824): Cá phèn nhiều sọc
  - Parupeneus nansen Randall & Heemstra, 2009
  - Parupeneus orientalis (Fowler, 1933).
  - Parupeneus pleurostigma (Bennett, 1831): Cá phèn đốm hông
  - Parupeneus porphyreus (Jenkins, 1903).
  - Parupeneus posteli Fourmanoir & Guézé, 1967.
  - Parupeneus procerigena Kim & Amaoka, 2001.
  - Parupeneus rubescens (Lacépède, 1801): Cá phèn hồng đỏ
  - Parupeneus seychellensis (Smith & Smith, 1963)
  - Parupeneus sinai Uiblein, 2021
  - Parupeneus spilurus (Bleeker, 1854): Cá phèn khoang đen
  - Parupeneus trifasciatus (Lacépède, 1801): Cá phèn sọc kép
  - Parupeneus williamsi Shibuya & Motomura, 2020: Cá phèn Wiliams.
- Chi Pseudupeneus
  - Pseudupeneus grandisquamis (Gill, 1863): Cá phèn vảy to
  - Pseudupeneus maculatus (Bloch, 1793): Cá phèn khoang
  - Pseudupeneus prayensis (Cuvier, 1829): Cá phèn Tây Phi
- Chi Upeneichthys
  - Upeneichthys lineatus (Bloch & Schneider, 1801): Cá phèn sọc lam
  - Upeneichthys stotti Platell, Potter & Clarke, 1998.
  - Upeneichthys vlamingii (Cuvier, 1829): Cá phèn phương Nam
- Chi Upeneus
  - Upeneus asymmetricus Lachner, 1954: Cá phèn bất xứng
  - Upeneus australiae Kim & Nakaya, 2002.
  - Upeneus caudofasciatus Uiblein & Gledhill, 2019: Cá phèn đuôi kẻ
  - Upeneus davidaromi Golani, 2001.
  - Upeneus dimipavlov Uiblein & Motomura, 2021: Cá phèn Pavlov.
  - Upeneus doriae (Günther, 1869): Cá phèn mạ vàng
  - Upeneus elongatus Uiblein & Motomura, 2021: Cá phèn thuôn dài.
  - Upeneus farnis Uiblein & Peristiwady, 2017: Cá phè Farnis.
  - Upeneus filifer (Ogilby, 1910).
  - Upeneus floros Uiblein & Gouws, 2020: Cá phèn Floros.
  - Upeneus francisi Randall & Guézé, 1992.
  - Upeneus gubal Uiblein, 2019: Cá phèn Gubal.
  - Upeneus guttatus (Day, 1868).
  - Upeneus heemstra Uiblein & Gouws, 2014
  - Upeneus heterospinus Uiblein & Pavlov, 2019: Cá phèn gai thay đổi.
  - Upeneus indicus Uiblein & Heemstra, 2010
  - Upeneus itoui Yamashita, Golani & Motomura, 2011
  - Upeneus japonicus (Houttuyn, 1782): Cá phèn Bensasi
  - Upeneus lombok Uiblein & White, 2015: Cá phèn Lombok.
  - Upeneus luzonius Jordan & Seale, 1907: Cá phèn sọc sẫm
  - Upeneus margarethae Uiblein & Heemstra, 2010
  - Upeneus mascareinsis Fourmanoir & Guézé, 1967.
  - Upeneus moluccensis (Bleeker, 1855): Cá phèn một sọc hay cá phèn sọc vàng
  - Upeneus mouthami Randall & Kulbicki, 2006.[8]
  - Upeneus niebuhri Guézé, 1976
  - Upeneus nigromarginatus Bos, 2014
  - Upeneus oligospilus Lachner, 1954
  - Upeneus parvus Poey, 1852: Cá phèn lùn
  - Upeneus pori Ben-Tuvia & Golani, 1989: Cá phèn Por
  - Upeneus quadrilineatus Cheng & Wang, 1963.
  - Upeneus randalli Uiblein & Heemstra, 2011
  - Upeneus saiab Uiblein & Lisher, 2013: Cá phèn Saiab.
  - Upeneus seychellensis Uiblein & Heemstra, 2011
  - Upeneus spottocaudalis Uiblein & Gledhill, 2017: Cá phèn đuôi đốm.
  - Upeneus stenopsis Uiblein & McGrouther, 2012
  - Upeneus suahelicus Uiblein & Heemstra, 2010
  - Upeneus subvittatus (Temminck & Schlegel, 1843).
  - Upeneus sulphureus Cuvier, 1829: Cá phèn hai sọc
  - Upeneus sundaicus (Bleeker, 1855): Cá phèn sọc nâu vàng nhạt
  - Upeneus supravittatus Uiblein & Heemstra, 2010
  - Upeneus taeniopterus Cuvier, 1829: Cá phèn vây sọc
  - Upeneus torres Uiblein & Gledhill, 2014: Cá phèn Torres.
  - Upeneus tragula Richardson, 1846: Cá phèn tàn nhang
  - Upeneus vanuatu Uiblein & Causse, 2013
  - Upeneus vittatus (Forsskål, 1775): Cá phèn sọc vàng
  - Upeneus willwhite Uiblein & Motomura, 2021: Cá phèn White.